# Ultraman Cosmos
Ultraman Cosmos (ウルトラマンコスモス?, Urutoraman Kosumosu) è una serie televisiva tokusatsu giapponese ed è il sedicesimo titolo della serie Ultra. Prodotta dalla Tsuburaya Productions è andata in onda dal 6 luglio 2001 al 27 settembre 2002 per un totale di 65 episodi, ciò la rende ad oggi la serie più longeva. È stata realizzata per celebrare il 35º anniversario della serie Ultraman.
Nel giugno 2002 Ultraman Cosmos è stata rimossa dal palinsesto per diverse settimane a seguito del coinvolgimento di Taiyou Sugiura, l'attore principale, in un caso di aggressione ed estorsione. Solamente dopo che le accuse contro di lui sono state fatte cadere per mancanza di prove la serie è potuta tornare in onda. TBS e Tsuburaya Productions hanno eliminato 5 episodi (i numeri 50, 52, 54, 56 e 58) dalla messa in onda per recuperare il tempo perduto, questi furono successivamente pubblicati in DVD. In Italia  la serie arriva su Italia 1 poi replicata su Cartoonito.

## Produzione
Tsuburaya ha voluto creare un personaggio con una natura più dolce rispetto ai suoi predecessori come risposta all'aumento di comportamenti violenti da parte della gioventù giapponese, una figura attaccata al tema dell'amore per l'ambiente e della la pace. Per tale motivo la storia ruota attorno al tema del pacifismo, considerando la guerra moralmente ingiustificabile e promuovendo la pace come metodo risolutore per le controversie e i disaccordi. Ultraman Cosmos è quindi un Ultraman gentile, impegnato in combattimenti non violenti.
La serie detiene molti primati per il franchise, tra cui il fatto che l'inizio della storia è raccontato in un film e non in un episodio televisivo. Infatti, Ultraman Cosmos: The First Contact è il prequel della serie e ha avuto luogo otto anni prima dell'episodio pilota. Racconta di quando l'undicenne Musashi Haruno incontra l'essere di luce, Ultraman Cosmos. I due fanno amicizia e insieme cercano un modo per salvare la Terra da una terribile minaccia.
Dieci anni dopo Musashi, ora diciannovenne e membro del Team EYES, incontra ancora una volta l'essere di luce della sua infanzia. Il suo ritorno è dettato dal fatto che l'essere oscuro Chaos Header sta corrompendo i mostri della Terra, facendoli diventare creature fameliche e violente che minacciano l'umanità. Conosciuta la volontà di Musashi di vedere le bestie e gli umani vivere in pace, Ultraman gli conferisce un nuovo potere che gli permetterà di curare le creature corrotte dal temibile Chaos Header.

## Episodi
1. Reunion With Light (光との再会?, Hikari to no Saikai)
2. Shadow of the Chaos Header (カオスヘッダーの影?, Kaosu Heddā no Kage)
3. Fly! Musashi (飛べ! ムサシ?, Tobe! Musashi)
4. The Fallen Robot (落ちてきたロボット?, Ochitekita Robotto)
5. Revenge of the Fireflies (蛍の復讐?, Hotaru no Fukushū)
6. Monster Fishing (怪獣一本釣り?, Kaijū Ipponzuri)
7. Present from the Sky (空からのプレゼント?, Sora kara no Purezento)
8. Sleeping Maiden (乙女の眠り?, Otome no Nemuri)
9. Friends of the Forest (森の友だち?, Mori no Tomodachi)
10. The Bronze Devil (青銅の魔神?, Seidō no Majin)
11. Move! Monster (動け! 怪獣?, Ugoke! Kaijū)
12. The Organism of Light (生命の輝き?, Seimei no Kagayaki)
13. Daughter of Time: Part 1 (時の娘（前編）?, Toki no Musume (Zenpen))
14. Daughter of Time: Part 2 (時の娘（後編）?, Toki no Musume (Kōhen))
15. Deep Sea Fight (深海の死闘?, Shinkai no Shitō)
16. The Flying Whale (飛ぶクジラ?, Tobu Kujira)
17. The Different Dimensional Trap (異次元の罠?, Ijigen no Wana)
18. The Legend of Mt. Nibito (二人山伝説?, Nibitoyama Densetsu)
19. Star Lover (星の恋人?, Hoshi no Koibito)
20. Musashi's Sky (ムサシの空?, Musashi no Sora)
21. The Battle with the Tech Booster: Part 1 (テックブースター出動せよ（前編）?, Tekku Būsutā Shutsudō seyo (Zenpen))
22. The Battle with the Tech Booster: Part 2 (テックブースター出動せよ（後編）?, Tekku Būsutā Shutsudō seyo (Kōhen))
23. Luna v.s. Luna (ルナ対ルナ?, Runa Tai Runa)
24. Warm Memories (ぬくもりの記憶?, Nukumori no Kioku)
25. Alien Girl (異星の少女（ひと）?, Isei no Hito)
26. The Power to Defeat the Chaos (カオスを倒す力?, Kaosu o Taosu Chikara)
27. A Space Monster is Born on Earth (地球生まれの宇宙怪獣?, Chikyū Umare no Uchū Kaijū)
28. Strength and Power (強さと力?, Tsuyosa to Chikara)
29. Dreaming Courage (夢みる勇気?, Yumemiru Yūki)
30. Eclipse (エクリプス?, Ekuripusu)
31. Rescue Gon (ゴンを救え?, Gon o Sukue)
32. The Nightmare Experiment (悪夢の実験?, Akumu no Jikken)
33. Monster Hunter (怪獣狙撃手（ハンター）?, Kaijū Hantā)
34. Wrath of the Sea God (海神の怒り?, Kaijin no Ikari)
35. The Magic Stone (魔法の石?, Mahō no Ishi)
36. The Mountain of Yōkai (妖怪の山?, Yōkai no Yama)
37. Fubuki Retires?! (フブキ退任?!?, Fubuki Tainin?!)
38. Alien Old Man (オヤジ星人?, Oyaji Seijin)
39. Light of Evil (邪悪の光?, Jaaku no Hikari)
40. Giant of Evil (邪悪の巨人?, Jaaku no Kyojin)
41. The Green Fugitive (緑の逃亡者?, Midori no Tōbōsha)
42. Friend (ともだち?, Tomodachi)
43. Puppet Monster (操り怪獣?, Ayatsuri Kaijū)
44. Ghighi vs Gon (ギギVSゴン?, Gigi Tai Gon)
45. The Amusement Park Legend (遊園地伝説?, Yūenchi Densetsu)
46. The Miraculous Flower (奇跡の花?, Kiseki no Hana)
47. Sorceress of the Sky (空の魔女?, Sora no Majo)
48. Waroga Counterattack (ワロガ逆襲?, Waroga Gyakushū)
49. Snow of Space (宇宙の雪?, Uchū no Yuki)
50. Monster Smuggling!? (怪獣密輸!??, Kaijū Mitsuyu!?)
51. Enemy of Chaos (カオスの敵?, Kaosu no Teki)
52. Transformation Impossible!? (変身不能!??, Henshin Funō!?)
53. Future Monster (未来怪獣?, Mirai Kaijū)
54. Human Transporter (人間転送機?, Ningen Tensōki)
55. Final Test (最終テスト?, Saishū Tesuto)
56. Kappa Village (かっぱの里?, Kappa no Sato)
57. Door of Snow (雪の扉?, Yuki no Tobira)
58. The Sky of Revenge (復讐の空?, Fukushū no Sora)
59. Maximum Invasions (最大の侵略?, Saidai no Shinryaku)
60. Chaos War (カオス大戦?, Kaosu Taisen)
61. Forbidden Weapon (禁断の兵器?, Kindan no Heiki)
62. Cry of the Earth (地球の悲鳴?, Chikyū no Himei)
63. Chaos's Violent Attack (カオス激襲?, Kaosu Gekishū)
64. Deathmatch on the Moon (月面の決戦?, Getsumen no Kessen)
65. True Hero (真の勇者?, Shin no Yūsha)

### Episodi di riepilogo
1. Special Summary 1: Cosmos's Greatest Crisis (特別総集編1 コスモス最大の危機?, Tokubetsu Sōshūhen Ichi: Kosumosu Saidai no Kiki)
2. Special Summary 2: Cosmos's Last Fight (特別総集編2 コスモス最後の戦い?, Tokubetsu Sōshūhen Ni: Kosumosu Saigo no Tatakai)

## Personaggi
- Musashi Haruno (春野 ムサシ?, Haruno Musashi)  : Taiyo Sugiura (杉浦 太陽?, Sugiura Taiyō) ,[2][3] Kounosuke Tokai (東海 孝之助?, Tōkai Kōnosuke, Childhood)
- Harumitsu Hiura (ヒウラ ハルミツ?, Hiura Harumitsu)  : Daisuke Shima (嶋 大輔?, Shima Daisuke)
- Shinobu Mizuki (ミズキ シノブ?, Mizuki Shinobu)  : Kaori Sakagami (坂上 香織?, Sakagami Kaori)
- Keisuke Fubuki (フブキ ケイスケ?, Fubuki Keisuke)  : Hidekazu Ichinose (市瀬 秀和?, Ichinose Hidekazu)[4]
- Koji Doigaki (ドイガキ コウジ?, Doigaki Kōji)  : Koichi Sudo (須藤 公一?, Sudō Kōichi)
- Ayano Morimoto (モリモト アヤノ?, Morimoto Ayano)  : Mayuka Suzuki (鈴木 繭菓?, Suzuki Mayuka)
- Ultraman Cosmos (ウルトラマンコスモス?, Urutoraman Kosumosu, Voice)  : Hiroyuki Sato (佐藤 浩之?, Satō Hiroyuki)[5]
- Chaos Header (カオスヘッダー?, Kaosu Heddā)  / Chaos Ultraman (カオスウルトラマン?, Chaos Ultraman)  (Voce): Koji Haramaki (服巻 浩司?, Haramaki Koji)[6]
- Commander Sahara (佐原司令官?, Sahara shirei-kan)  : Masahiro Sudō (須藤 正裕?, Sudō Masahiro)[7]
- Vice Commander Shishikura (宍倉副司令官?, Shishikura fuku shirei-kan)  : Eiji Ōki (大城 英司?, Ōki Eiji)
- Naval officer Saijō (西条武官?, Saijō bukan)  : Atsushi Narasaka (奈良 坂篤?, Narasaka Atsushi)
- Director Ikeyama (イケヤマ管理官?, Ikeyama kanri-kan)  : Hyōe Ichikawa (市川 兵衛?, Ichikawa Hyōe)
- Azusa Niimi (新見 あづさ?, Niimi Azusa, 8, 13, 14, 20)  : Kayano Komaki (小牧 かやの?, Kayano Komaki)
- Mitsuya (ミツヤ? 21, 22, 63)  : Issei Takahashi (高橋 一生?, Takahashi Issei)
- Noboru Kawaya (カワヤ ノボル?, Kawaya Noboru, 25, 31, 35, 41, 43, 47, 48, 50, 57, 65)  : Shigeki Kagemaru (影丸 茂樹?, Kagemaru Shigeki)
- Yukari Yoshii (吉井 ユカリ?, Yoshii Yukari)  : Nana Horie (堀江 奈々?, Horie Nana)
- Science Director Hazumi (ハズミ科学主任?, Hazumi kagaku shunin)  : Takumi Tsutsui (筒井 巧?, Tsutsui Takumi)
- Evacuees (1), Bengals captain Oka (ベンガルズ隊長・岡?, Bengaruzu taichō Oka)  : Hideki Oka (岡 秀樹?, Oka Hideki)
- Igomass (イゴマス?, Igomasu, Voice (4)) , Ishii (石井? 14, 25, 48, 58)  : Hiroshi Ishii (石井 浩?, Ishii Hiroshi)
- Narratore, presentatore TV (6): Hiroshi Isobe (磯部 弘?, Isobe Hiroshi)

### Cast ospite
- Il padre di Sosuke Nagano (7): Yoichi Okamura (岡村 洋一?, Okamura Yoichi)
- Kosuke Iwata (岩田 康祐?, Iwata Kōsuke, 9)  : Tamotsu Ishibashi (石橋 保?, Ishibashi Tamotsu)
- Reni Kurosaki (レニ・クロサキ? 13, 14)  : Hitomi Miwa (三輪 ひとみ?, Miwa Hitomi)
- Shinichi Takekoshi (竹越 真一?, Takekoshi Shin'ichi, 18)  : Arthur Kuroda (黒田 アーサー?, Kuroda Āsā)
- Kensaku Kimoto (木本 研作?, Kimoto Kensaku, 20)  : Shunji Fujimura (藤村 俊二?, Fujimura Shunji)
- Jun Takasugi (高杉純?, Takasugi Jun, 24) Makoto Kamijo (上條 誠?, Kamijō Makoto)
- Alien Sreiyu "Lamia" (スレイユ星人ラミア?, Sureiyu Seijin Ramia, 25)  : Becky (ベッキー?, Bekkī)
- Clevergon (クレバーゴン?, Kurebāgon, 29-31, 44 (voice))  : Hiroko Sakurai (桜井 浩子?, Sakurai Hiroko)
- Kusano Tadao (草野 忠雄?, Tadao Kusano, 38)  : Shoichiro Akaboshi (赤星 昇一郎?, Akaboshi Shōichirō)
- Mugera (ムゲラ?, 45)  : Junko Shimakata (嶋方 淳子?, Shimakata Junko)
- Yamano/Alien Curia (山野 / キュリア星人?, Yamano/Kyuria Seijin, 46)  : Eisuke Tsunoda (角田 英介?, Tsunoda Eisuke)
- Alien Koishis "June" (コイシス星人ジュネ?, Koishisu Seijin June, 52)  : Shiori Kanzaki (神崎 詩織?, Kanzaki Shiori)
- Keizō (敬造? 56)  : Ken Okabe (岡部 健?, Okabe Ken)
- Shōichi (正一? 56)  : Eiichi Kikuchi (きくち 英一?, Kikuchi Eiichi)
- Old Man Tomano (戸間乃老人?, Tomano rōjin, 57)  : Hideyo Amamoto (天本 英世?, Amamoto Hideyo)
- Germina III membro dell'equipaggio (59): Keiko Gotō (五藤 圭子?, Gotō Keiko)

## Canzoni
Tema di apertura
- "Spirit"
  - Testi: Goro Matsui
  - Composizione: KATSUMI
  - Disposizione: Takao Konishi
  - Artista: Progetto DMM

Temi finali
- "Ultraman Cosmos ~ Kimi ni Dekiru Nanika" (ウルトラマンコスモス～君にできるなにか?, Urutoraman Kosumosu ~ Kimi ni Dekiru Nanika, lit. "You Can Be Something")
  - Testi: Goro Matsui
  - Composizione: Kisaburo Suzuki
  - Disposizione: Seiichi Kyoda
  - Artista: Progetto DMM
- "Kokoro no Kizuna" (心の絆? lit. "Bonds of the Heart")
  - Testi, Composizione: KATSUMI
  - Disposizione: Kazuya Daimon
  - Artista: Progetto DMM

## Media

### Lungometraggi
- Ultraman Cosmos: The First Contact (2001)
- Ultraman Cosmos 2: The Blue Planet (2002)
- Ultraman Cosmos vs. Ultraman Justice: The Final Battle (2003)

### Altre apparenze
- Mega Monster Battle: Ultra Galaxy (2009), un'iterazione alternativa di Musashi fa la comparsa di un cameo come membro di ZAP Spacy.
- Ultraman Saga (2012), Cosmos si unisce a Ultraman Zero, Ultraman Dyna e a 5 Ultra Heroes dell'era Showa.
- Ultraman Ginga S: Showdown! Ultra 10 Warriors !! (2015), Cosmos si unisce a Ultraman Ginga e 8 Ultra Heroes dell'era Heisei.
- Ultraman Orb: The Origin Saga (2016-2017), Musashi si unisce a Ultraman Orb e Ultraman Dyna.